# Pădureni, Covasna
Pădureni, mai demult Beșeneu, (în maghiară Sepsibesenyő, colocvial Besenyő, în germană Beschendorf) este un sat în comuna Moacșa din județul Covasna, Transilvania, România. Se află în partea centrală a județului,  la poalele sudice ale munților Bodoc, pe malul drept al lacului omonim.

## Nume
Numele localității atestă prezența pecenegilor în această zonă.

## Vezi și
- Biserica reformată din Pădureni

## Imagini

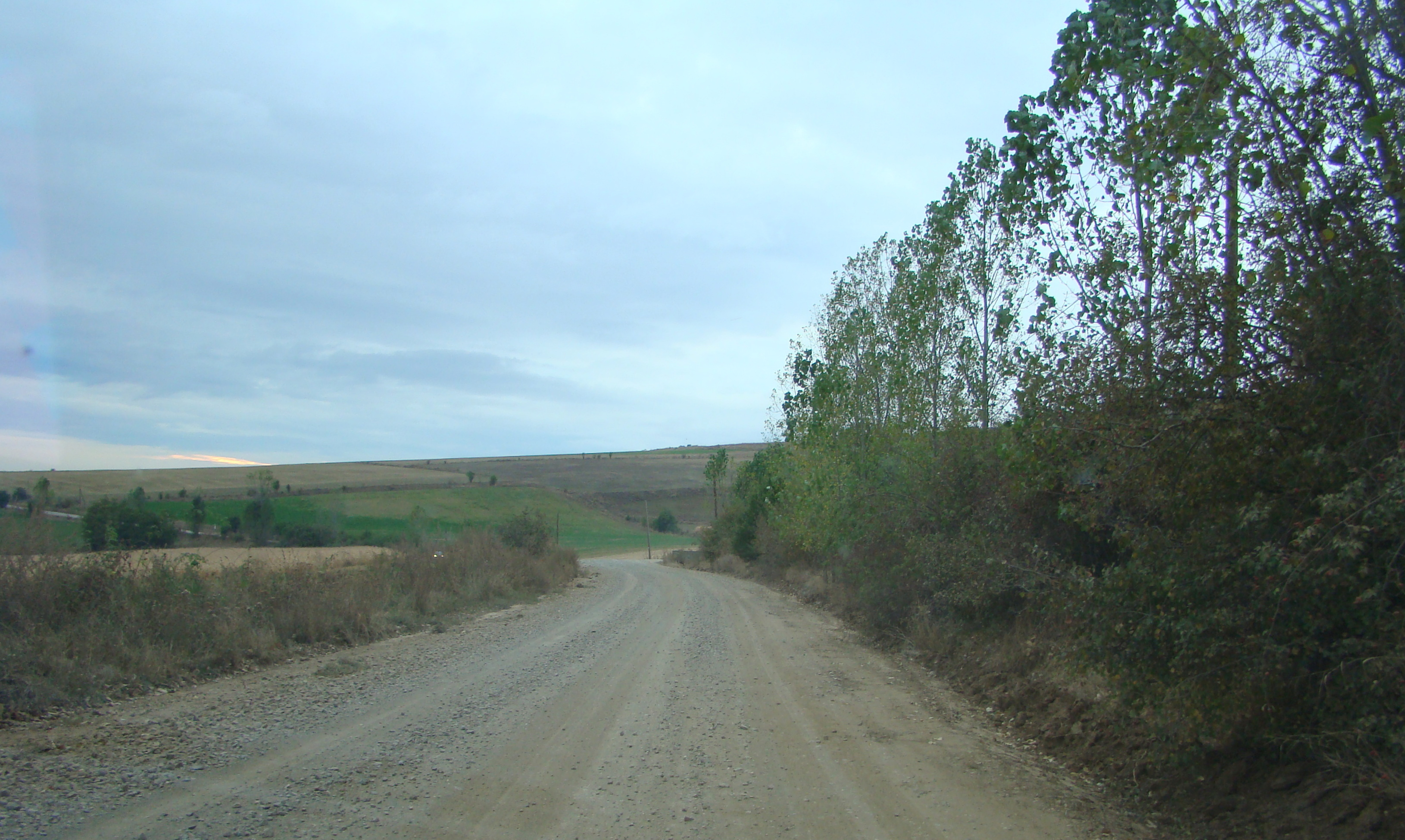
Drumul Moacșa-Pădureni
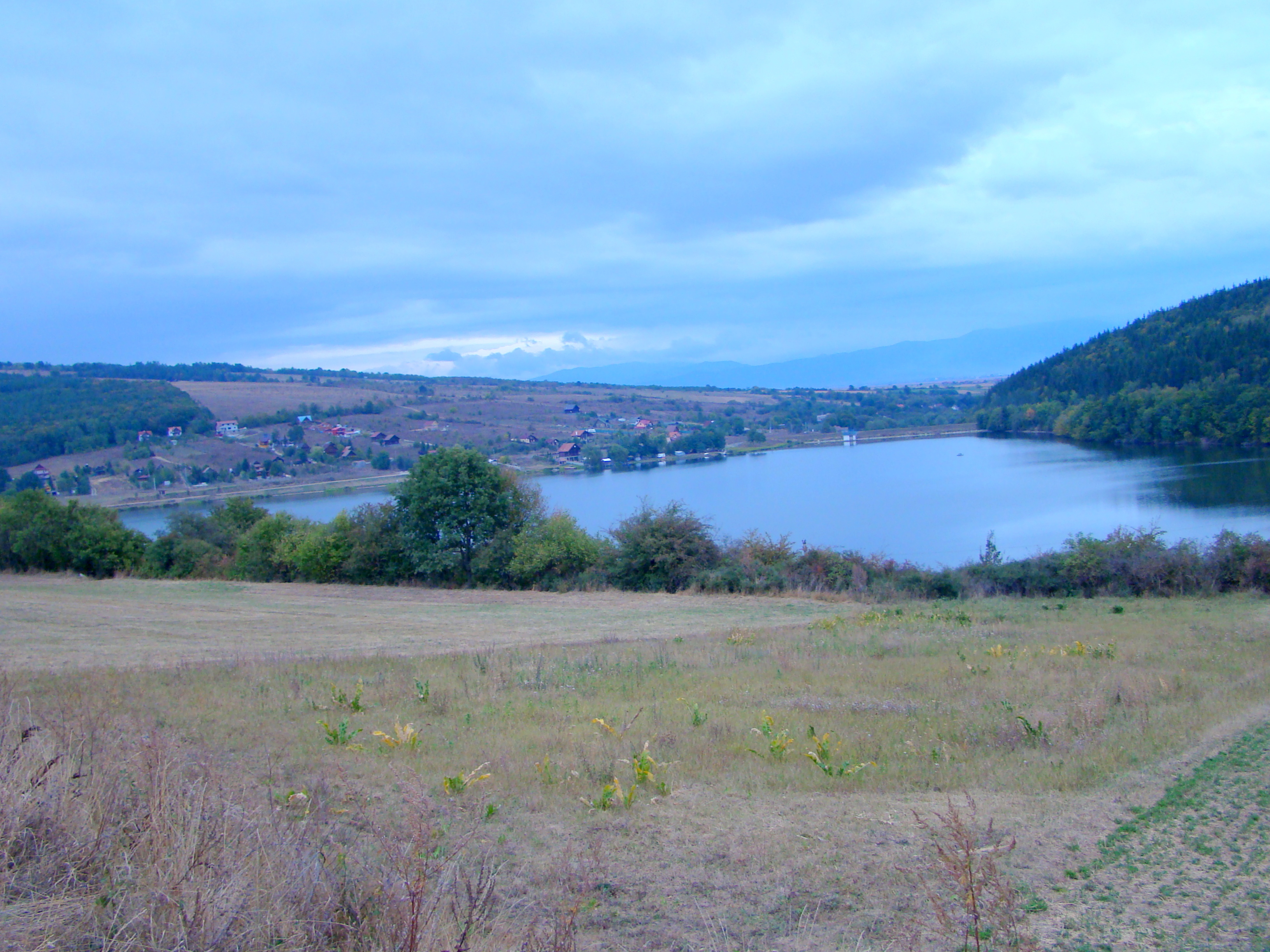
Lacul Pădureni
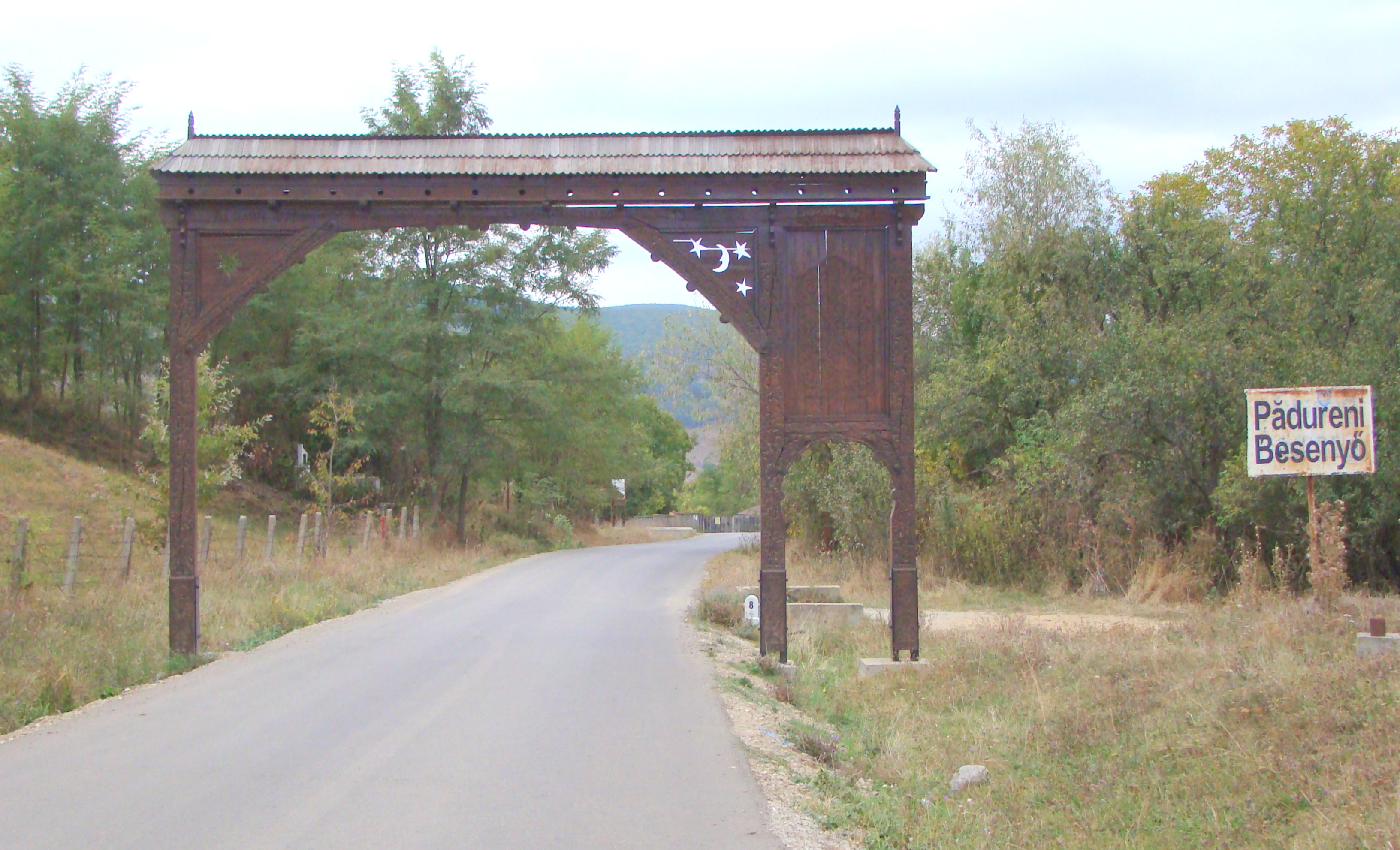
Intrarea în localitate
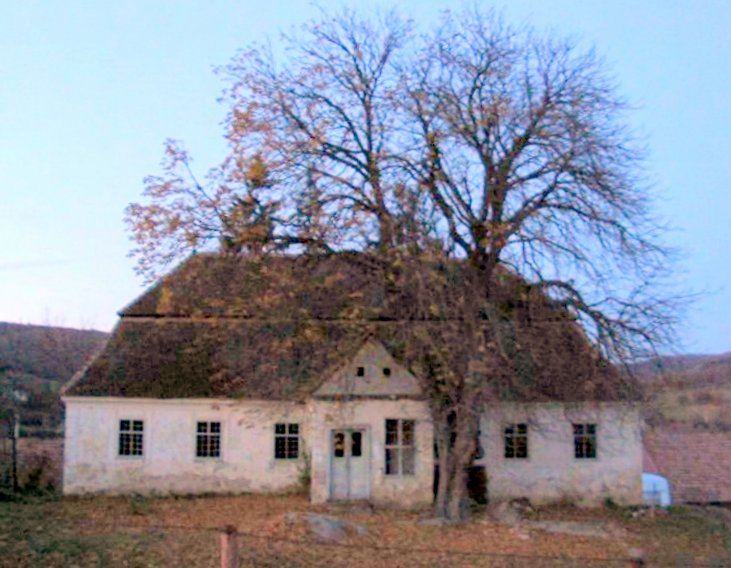
Conacul Babós-Forró (monument istoric)
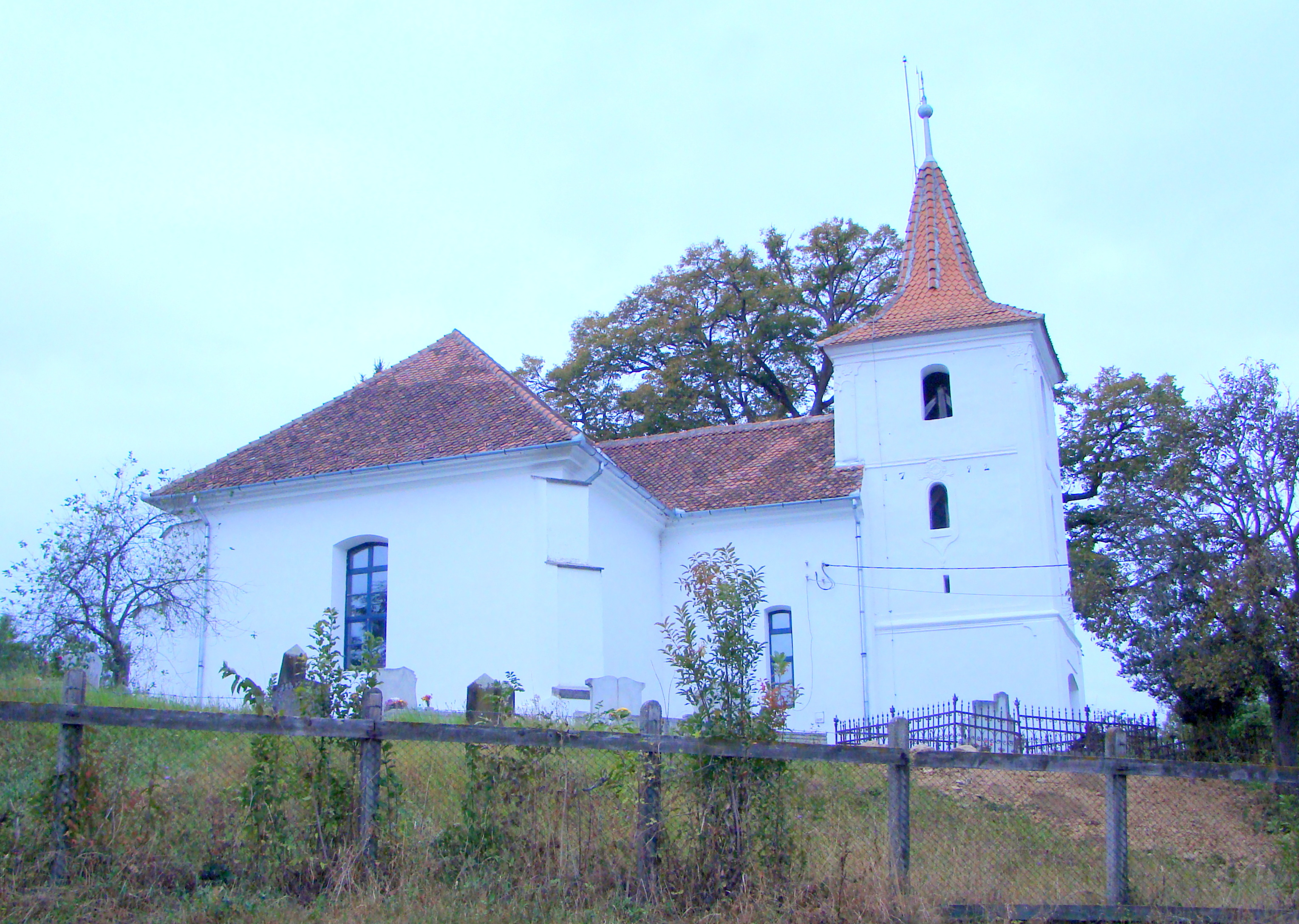
Biserica reformată (monument istoric)
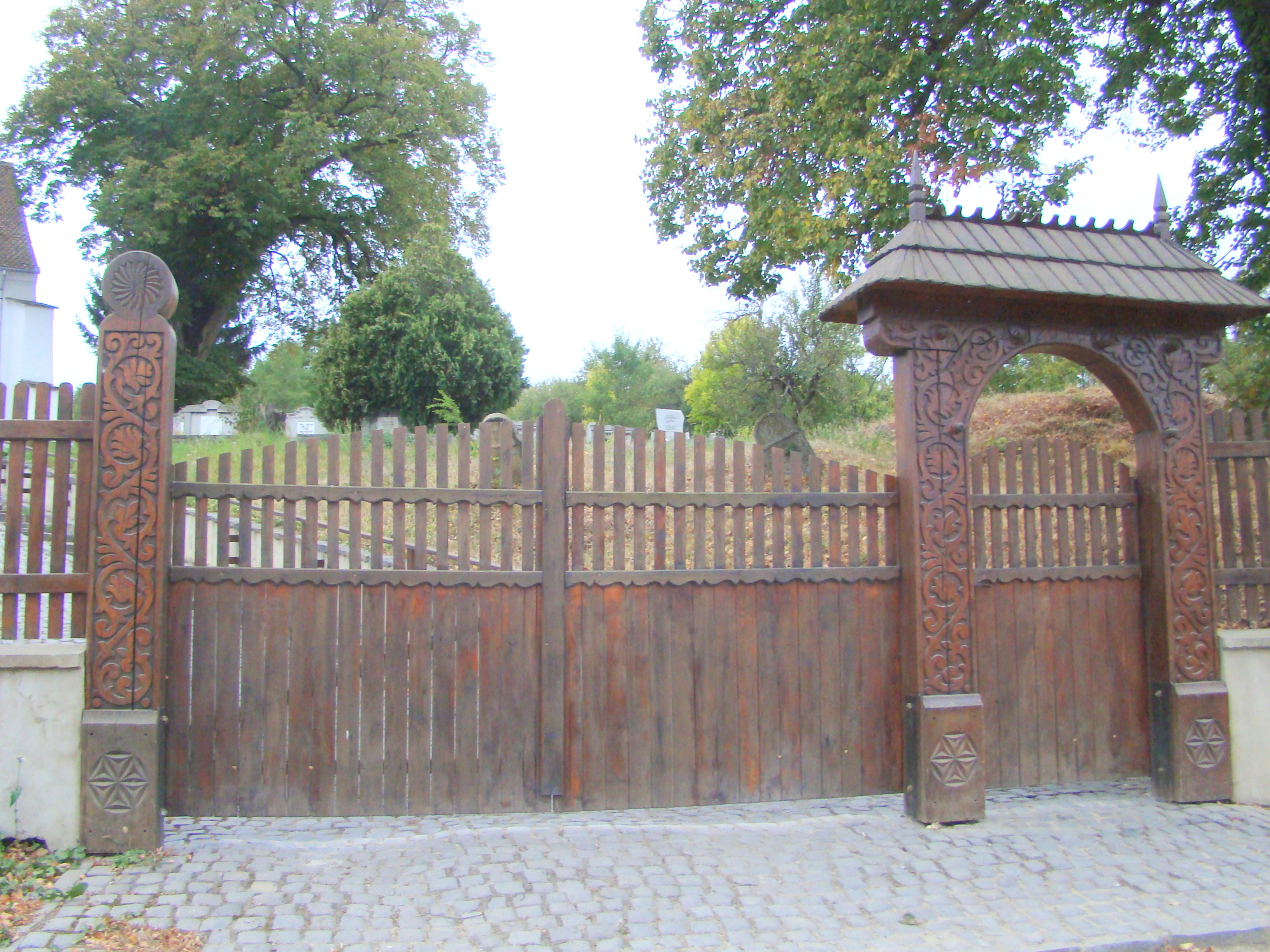
Poarta de lemn a bisericii reformate
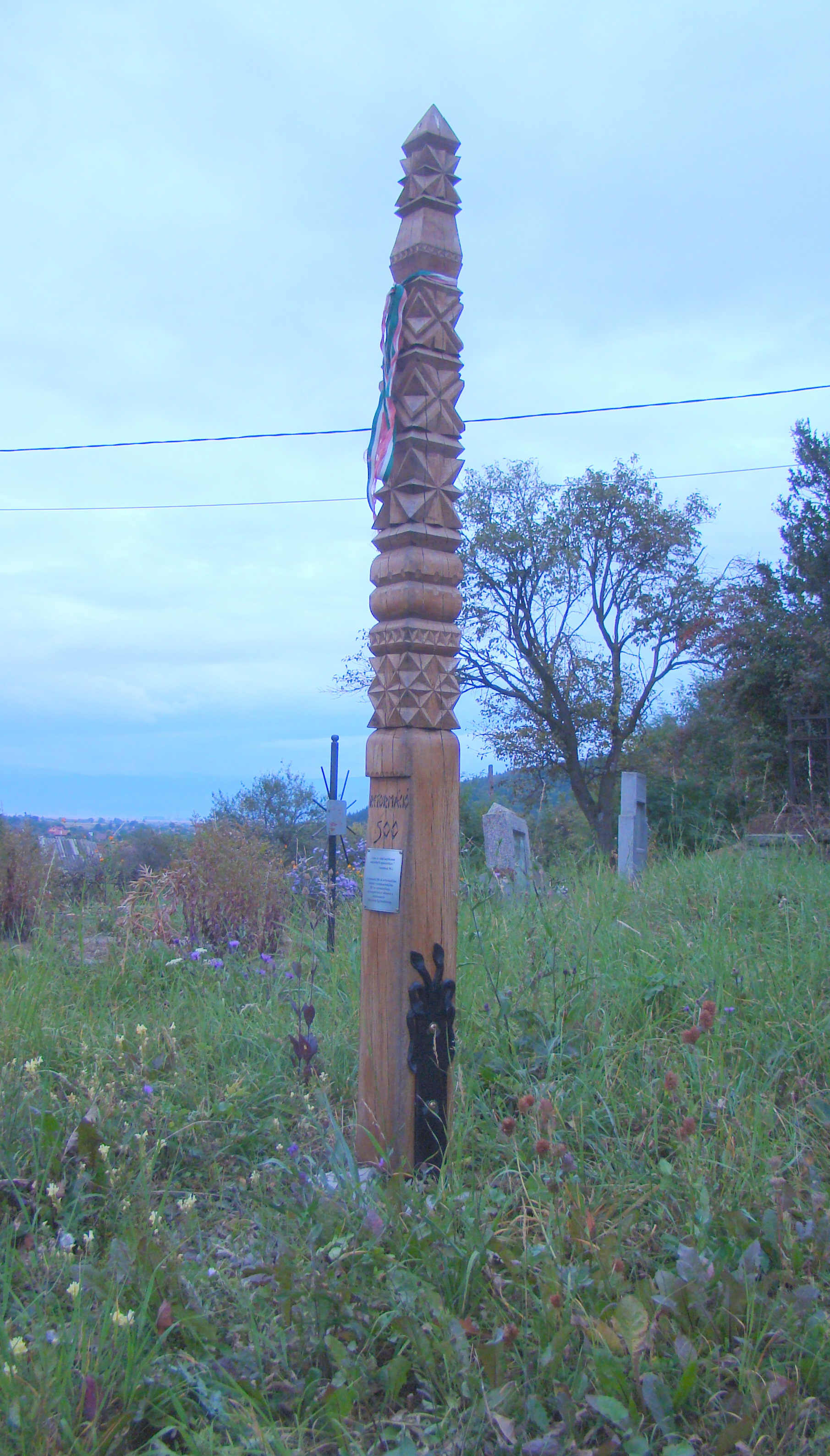
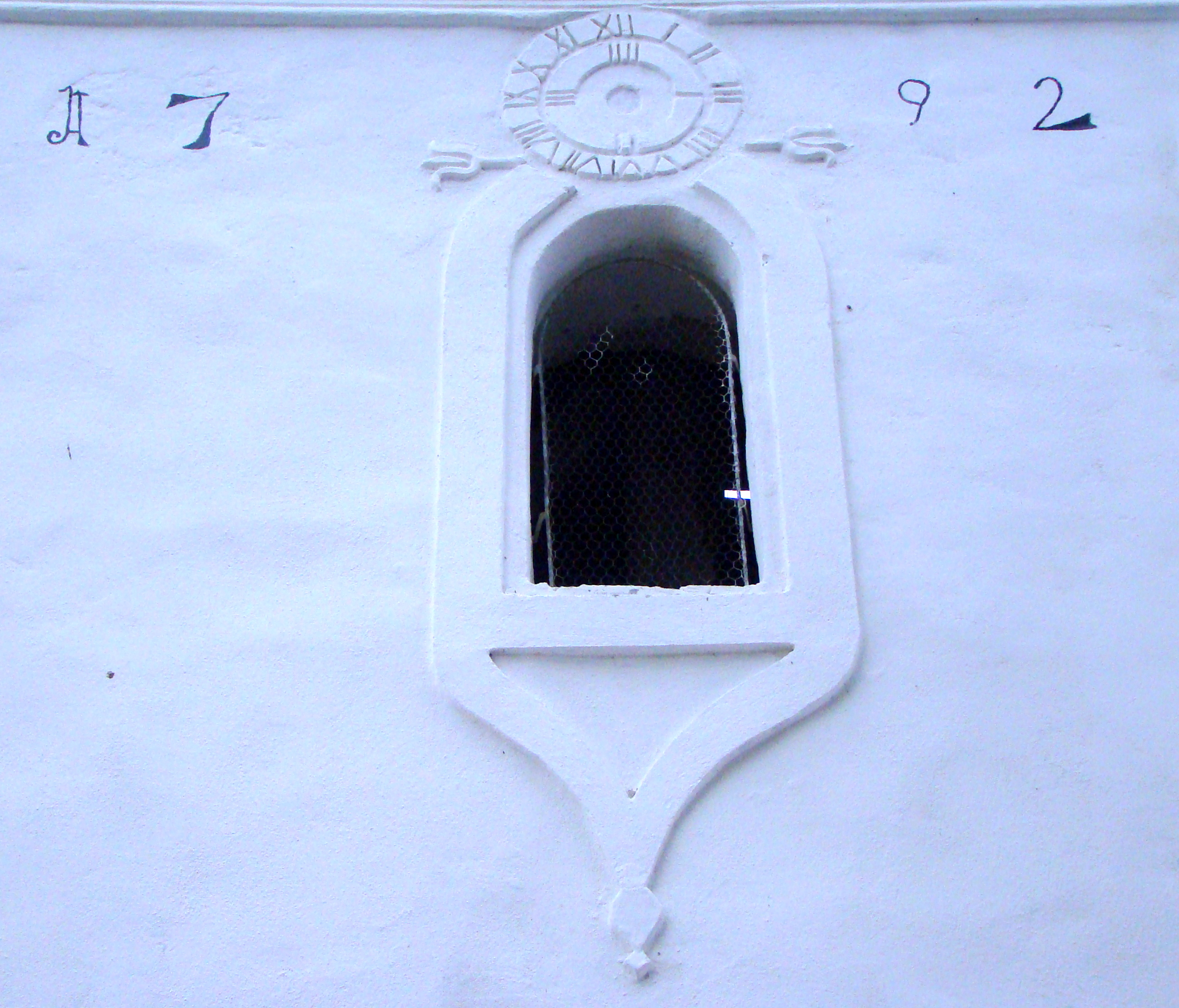